# Dvoupolní systém
Dvoupolní systém čili přílohové zemědělství byl v našich přírodních podmínkách nejstarší hospodářský systém obnovy půdní úrodnosti.
Hojně se využíval v raném středověku. Předcházel úhorovým systémům hospodaření, např. trojpolnímu systému.
O poměrně výkonné přílohové zemědělství se opírala obilnářská produkce starých Slovanů (slovanské stěhovavé zemědělství). Bez něho by byla nemyslitelná jejich značně vyspělá hmotná kultura, vznik rozsáhlých sídelních útvarů a politicko-správních jednotek.
Základem přílohového zemědělství byly 2 až 3 roky po sobě orané a osévané plochy (ager) a plochy příložené (campus), tj. ponechávané 3 až 10 let ladem. Příložení tedy znamenalo ponechání pozemků po několik let bez orby a bez osevu. Staří zemědělci říkali, že půda – stejně jako člověk nebo tažné zvíře po těžké práci – si musí odpočinout. Na přílohu se úrodnost půdy regenerovala v průběhu sukcese rostlinných společenstev a sukcese společenstev půdních organizmů. Stadia vývoje vegetace v přílohovém systému podléhala určitým zákonitostem a pravidelně se opakovala. Přílohové hospodaření i přes své mimořádné nároky na výměru půdy využívalo krajinu vysoce selektivně.
Na území českých zemí byl za dobrý považován hektarový výnos obilovin okolo 0,4 tuny (hektarový výnos obilovin v roce 2019 byl odhadován na 5,22 tun). Znamenalo to, že pouhý jeden neúrodný rok působil existenční potíže a dva neúrodné roky za sebou vyvolaly hladomor. Víceletá neúroda ústila v hospodářské katastrofy celých oblastí a zemí – např. v Evropě v 9. století propukl lokální hladomor 64krát a několikaletý všeobecný hladomor prožila Evropa čtyřikrát.
Pole měla jakási ohrazení na ochranu úrody či na ochranu domácích zvířat spásajících příloh. Orba se prováděla křížovým způsobem se zachovanými úvratěmi na všech čtyřech stranách. Způsob orby, střídavá pastva, příp. ohrazení působily jako účinná protierozní ochrana.
Dvoupolní systém se v 21. stol. zachoval pouze v periferních oblastech Latinské Ameriky či Mexika. Užívaným nářadím je převážně pluh a rádlo; do zápřahu se dávají i zvířata (osel, mezek či vůl, koně jsou méně častí).[zdroj?]